# 6619 Kolya
6619 Kolya eller 1973 SS4 är en asteroid i huvudbältet som upptäcktes den 27 september 1973 av den ryska astronomen Ljudmila Tjernych vid Krims astrofysiska observatorium på Krim. Den är uppkallad efter den rysk-sovjetisk astronomen Nikolaj Tjernych.
Asteroiden har en diameter på ungefär 29 kilometer.